# Coppa Libertadores 2018 (calcio femminile)
La Coppa Libertadores 2018 è stata la 10ª edizione della massima competizione sudamericana riservata a squadre femminili di club. Il torneo si è tenuto tra il 18 novembre e il 2 dicembre a Manaus. Inizialmente il torneo si sarebbe dovuto tenere tra il 4 e il 18 novembre. Tuttavia, i play-off CONMEBOL-CONCACAF validi per le qualificazioni alla Coppa del Mondo femminile 2019, spinsero la CONMEBOL a posticiparlo di due settimane.
Il trofeo è stato vinto, per la prima volta nella loro storia, dalle colombiane del Atlético Huila.

## Squadre
Al torneo partecipano 12 squadre di 10 federazioni (i 10 membri della CONMEBOL), i cui criteri di qualificazione sono determinati dalle singole federazioni nazionali.
| Nazione               | Squadra        | Qualificazione                                             |
| --------------------- | -------------- | ---------------------------------------------------------- |
| Argentina (1 squadra) | UAI Urquiza    | Campione del Campionato Argentino Femminile 2017-2018      |
| Bolivia (1 squadra)   | Deportivo ITA  | Campione del Campionato Nazionale femminile boliviano 2018 |
| Brasile (3 squadre)   | Audax          | Campione in carica                                         |
| Brasile (3 squadre)   | Santos         | Campione del Campionato Brasiliano Femminile 2017          |
| Brasile (3 squadre)   | Iranduba       | Classificata in qualità di squadra ospitante               |
| Cile (1 squadra)      | Colo-Colo      | Campione del Campionato Cileno Femminile 2017              |
| Colombia (1 squadra)  | Atlético Huila | Campione del Campionato Colombiano Femminile 2018          |
| Ecuador (1 squadra)   | Unión Española | Campione del Campionato Ecuadoriano Femminile 2017-2018    |
| Paraguay (1 squadra)  | Cerro Porteño  | Campione del Campionato Paraguaiano Femminile 2017         |
| Perù (1 squadra)      | Sport Girls    | Campione del Campionato Peruviano Femminile 2017           |
| Uruguay (1 squadra)   | Peñarol        | Campione del Campionato Uruguaiano Femminile 2017          |
| Venezuela (1 squadra) | Flor de Patria | Campione del Campionato Femminile Venezuelano 2018         |

## Stadi
Le partite si sono tenute a Manaus e nei seguenti stadi:
- Arena da Amazônia, Manaus (42.374)
- Stadio Roberto Simonsen, Manaus (4.000)

## Fase a gironi

### Gruppo A
| Pos. | Squadra        | Pt | G | V | N | P | GF | GS | DR |
| ---- | -------------- | -- | - | - | - | - | -- | -- | -- |
| 1.   | Atlético Huila | 6  | 3 | 2 | 0 | 1 | 6  | 2  | +4 |
| 2.   | Audax          | 6  | 3 | 2 | 0 | 1 | 5  | 1  | +4 |
| 3.   | Unión Española | 3  | 3 | 1 | 0 | 2 | 2  | 5  | -3 |
| 4.   | Peñarol        | 3  | 3 | 1 | 0 | 2 | 2  | 7  | -5 |

### Gruppo B
| Pos. | Squadra       | Pt | G | V | N | P | GF | GS | DR  |
| ---- | ------------- | -- | - | - | - | - | -- | -- | --- |
| 1.   | Santos        | 9  | 3 | 3 | 0 | 0 | 13 | 1  | +12 |
| 2.   | Colo-Colo     | 6  | 3 | 2 | 0 | 1 | 10 | 6  | +4  |
| 3.   | Sport Girls   | 3  | 3 | 1 | 0 | 2 | 3  | 10 | -7  |
| 4.   | Deportivo ITA | 0  | 3 | 0 | 0 | 3 | 4  | 13 | -9  |

### Gruppo C
| Pos. | Squadra        | Pt | G | V | N | P | GF | GS | DR |
| ---- | -------------- | -- | - | - | - | - | -- | -- | -- |
| 1.   | Iranduba       | 5  | 3 | 1 | 2 | 0 | 5  | 4  | +1 |
| 2.   | UAI Urquiza    | 5  | 3 | 1 | 2 | 0 | 3  | 2  | +1 |
| 3.   | Flor de Patria | 3  | 3 | 1 | 0 | 2 | 4  | 3  | +1 |
| 4.   | Cerro Porteño  | 2  | 3 | 0 | 2 | 1 | 3  | 6  | -3 |

### Raffronto delle seconde classificate
| Pos. | Squadra     | Pt | G | V | N | P | GF | GS | DR |
| ---- | ----------- | -- | - | - | - | - | -- | -- | -- |
| 1.   | Colo-Colo   | 6  | 3 | 2 | 0 | 1 | 10 | 6  | +4 |
| 2.   | Audax       | 6  | 3 | 2 | 0 | 1 | 5  | 1  | +4 |
| 3.   | UAI Urquiza | 5  | 3 | 1 | 2 | 0 | 3  | 2  | +1 |

## Fase a eliminazione diretta
|  | Semifinali          | Semifinali          | Semifinali          |                     |        | Finale          | Finale          | Finale          |  |
|  |                     |                     |                     |                     |        |                 |                 |                 |  |
|  | Santos              | Santos              | 3                   |                     |        |                 |                 |                 |  |
|  | Santos              | Santos              | 3                   |                     |        |                 |                 |                 |  |
|  | Colo-Colo           | Colo-Colo           | 0                   |                     |        |                 |                 |                 |  |
|  | Colo-Colo           | Colo-Colo           | 0                   |                     | Santos | Santos          | 1 (3)           |                 |  |
|  |                     |                     |                     |                     | Santos | Santos          | 1 (3)           |                 |  |
|  |                     |                     | Atlético Huila(dtr) | Atlético Huila(dtr) | 1 (5)  |                 |                 |                 |  |
|  | Iranduba            | Iranduba            | Atlético Huila(dtr) | Atlético Huila(dtr) | 1 (5)  | 1 (1)           |                 |                 |  |
|  | Iranduba            | Iranduba            |                     |                     |        | 1 (1)           |                 |                 |  |
|  | Atlético Huila(dtr) | Atlético Huila(dtr) | 1 (3)               |                     |        | Finale 3º posto | Finale 3º posto | Finale 3º posto |  |
|  | Atlético Huila(dtr) | Atlético Huila(dtr) | 1 (3)               |                     |        |                 |                 |                 |  |
|  |                     |                     |                     |                     |        |                 |                 |                 |  |
|  |                     |                     |                     |                     |        | Iranduba        | Iranduba        | 1 (2)(dtr)      |  |
|  |                     |                     |                     |                     |        | Iranduba        | Iranduba        | 1 (2)(dtr)      |  |
|  |                     |                     |                     |                     |        | Colo-Colo       | Colo-Colo       | 1 (0)           |  |